# Jakub Górski (humanista)
Jakub Górski (Jacobus Gorscius, Górski Jakub Sztemberg) herbu Szeliga (ur. ok. 1525 we wsi Górki Borze, parafia Korytnica węgrowska, wówczas ziemia liwska, zm. 17 czerwca 1585 w Krakowie) – polski humanista, pisarz teologiczny, filolog, logik, polemista, stylista, wydawca, tłumacz, rektor Akademii Krakowskiej, kanonik płockiej kapituły katedralnej, archidiakon gnieźnieński, kanonik krakowski, archiprezbiter kościoła Wniebowzięcia Najświętszej Marii Panny w Krakowie. 

## Życiorys
Był synem Jana i Anny herbu Prus. W półroczu letnim 1542 wstąpił na Akademię Krakowską, został bakałarzem, a w roku 1550 (lub 1551) magistrem. Lata 1551-1554 spędził poza Krakowem, prawdopodobnie jako nauczyciel w nieznanej szkole parafialnej. Przyjaźnił się z Janem Kochanowskim w czasach Akademii Krakowskiej. Od półrocza zimowego 1554/1555 wykładał na wydziale artium filozofię i retorykę. Jednocześnie, prawdopodobnie dzięki poparciu S. Górskiego, objął rektorat szkoły katedralnej na Wawelu, który sprawował do początku roku 1556. W półroczu zimowym 1555/1556 otrzymał katedrę w Kolegium Mniejszym, a od roku 1560 przeszedł do Kolegium Większego. W latach 1558–1563, będąc profesorem swej Akademii, ogłaszał traktaty teologiczne, podręczniki z zakresu teorii retoryki i dialektyki. Wywołały one słynny, zapoczątkowany przez B. Herbesta, spór na temat definicji okresu retorycznego. Jednocześnie od roku 1561 brał udział w polemikach religijnych; początkowo wspierał wystąpienia S. Orzechowskiego przeciw F. Stankarowi i A. Fryczowi Modrzewskiemu, następnie zwalczał antytrynitarskie koncepcje Grzegorza Pawła. Uzyskawszy 3-letni urlop z Akademii, lata 1563–1567 spędził we Włoszech. Pod koniec lutego 1563 zatrzymał się w Padwie, gdzie uczęszczał na wykłady prawa i teologii oraz studiował prawo kanoniczne. Pod koniec 1563 przeniósł się do Rzymu na studia zakończone 15 czerwca 1566 doktoratem obojga praw.
Za panowania Batorego był sekretarzem królewskim. 8-krotnie pełnił funkcję rektora Akademii Krakowskiej. Jego działalność wiąże się z przeprowadzoną w latach 1574–1579 reformą przestarzałego programu studiów, polegającą na wprowadzeniu nowych podręczników i nowych przedmiotów wykładowych oraz na rozszerzeniu lektury pisarzy klasycznych.

## Twórczość
Równocześnie z działalnością uniwersytecką zajmował się polemiką religijną, występując po stronie kontrreformacji katolickiej przeciw różnowiercom. Interesował się problematyką polityczną. Opracował traktat Frederico Furio Ceriolego "Rada Pańska" (1597), przerabiając go dla aktualnych potrzeb politycznych kraju.
Był autorem łacińskich podręczników z zakresu retoryki i stylistyki oraz traktatów teologicznych. W 1563 wydał traktat logiczny: "Commentatorium artis dialecticae libri decem", poświęcony zagadnieniom logiki praktycznej, opracowanej w duchu renesansowym. Prowadził słynną dysputę i polemikę z Benedyktem Herbestem, wokół pojęcia periodu retorycznego. Do sporu tego został wciągnięty też Jan Kochanowski.

### Ważniejsze utwory
- De periodis atque numeris oratoriis libri duo, Kraków 1558, drukarnia M. Siebeneicher; wyd. następne: Kraków 1775, (praca oparta gł. na analogicznej pracy filologa strasbourgskiego J. Sturma)
- De generibus dicendi, Kraków 1559, drukarnia M. Siebeneicher
- De figuris tum grammaticis, tum rhetoricis libri V, powst. w Tyńcu 1559, wyd. Kraków 1560, drukarnia M. Siebeneicher
- Disputationis de periodis contra se a Benedicto Herbesto si Diis placet Neapolitano editae refutatio, Kraków 1562, (odpowiedź na polemiczną pracę B. Herbesta pt. Periodica disputatio, Kraków 1562)
- Commentariorum artis dialecticae libri decem, Lipsk 1563, drukarnia Voegeliana
- Ad... Stanislaum Miskovski... Mercurius sive de Trinitate contra Gregorium Bresinensem, 1563, unikat Biblioteka Kórnicka, sygn. O. 320
- Index erroroum aliquot... Thalmudici operis, Kraków 1569, drukarnia Łazarz Andrysowic, (z tłum. polskiego)
- Oratio gratulatoria. (Do Henryka Walezego), rękopis Biblioteka Polska w Paryżu, nr 12
- Ad D. Henricum... Paraenesis sive de Ortu, mutationibus et interitu regnorum, rękopis Biblioteka Czartoryskich, sygn. 2219, (atak na konfederację warszawską)
- Apologia... pro Academia Cracoviensi, Kraków 1581, drukarnia Łazarzowa
- Praelectionum Plocensium liber V, Kolonia 1572 (I), Kolonia 1580 (II), Kraków 1580 (III), Kolonia 1582 (IV), Kolonia 1583 (V); prelekcje poświęcone aktualnym zagadnieniom teologicznym
- Orationes gratulatoriae apud... Stephanum Batoreum... habitae, Kraków 1582 (według G. Korbuta 1583?), drukarnia Łazarzowa
- Przedmowa do: F. Kallimach In synodo episcoporum de contributione cleri oratio, Kraków 1584, drukarnia Łazarzowa
- Pro tremenda et veneranda Trinitate, Kolonia 1585, drukarnia M. Cholinus; część wydana pt. Praemunitio adversus insanum dogma Christiani Francken, Kraków 1584, drukarnia Łazarzowa
- Animadversio sive Crusius, Kolonia 1586, drukarnia M. Cholinus
- Przedmowa do Listy S. Orzechowakiego... w których, który jest prawdziwy Kościół... dowodzi, Kraków 1561
- Przedmowa do: S. Orzechowski Chimaera sive de Stancari... secta, Kraków 1562
- Przedmowa do: S. Orzechowski Fricius sive de maiestate sedis Apostolicae, (brak miejsca, roku wydania)
- Przedmowa do: S. Orzechowski Fidelis subditus, Kraków 1584, drukarnia Łazarzowa

### Przekłady
- F. Furius Ceriola Rada pańska, Kraków 1597; wyd. kryt. W. Czermak, Kraków 1892, BPP nr 21, (przekład rozszerzony dzieła łac. dokonany z przekładu włoskiego w latach 1571-1572)

### Prace edytorskie
- Przedmowa do: F. Kallimach In synodo episcoporum de contributione cleri oratio, Kraków 1584, drukarnia Łazarzowa
- Przedmowa do Listy S. Orzechowskiego... w których, który jest prawdziwy Kościół... dowodzi, Kraków 1561
- Przedmowa do: S. Orzechowski Chimaera sive de Stancari... secta, Kraków 1562
- Przedmowa do: S. Orzechowski Fricius sive de maiestate sedis Apostolicae, (brak miejsca, roku wydania)
- Przedmowa do: S. Orzechowski Fidelis subditus, Kraków 1584, drukarnia Łazarzowa

### Listy i materiały
- Do S. Orzechowskiego, Kraków: 20 kwietnia i 1 maja 1561, (wyd. przy: Listy S. Orzechowskiego... w których, który jest prawdziwy Kościół... dowodzi, przedmowa, Kraków 1561), wyd. J. Korzeniowski "Orichoviana", t. 1, Kraków 1891, BPP nr 19, s. 516-519
- Fragm. listów (po polsku) do S. Hozjusza, Padwa, 4 marca 1564 i 1567; wyd. K. Morawski "J. Górskiego życie i pisma", Rozprawa AU Wydział Filologiczny t. 17 (1893), s. 262-263 i odb.; przedr. pt. "J. Górski, humanista i apologeta" w książce Czasy Zygmuntowskie na tle prądów Odrodzenia, Warszawa 1922, s. 129-130
- Do S. Hozjusza, Kraków, 10 listopada 1568; wyd. J. Fijałek "Szczegół z życia J. Górskiego", Kwartalnik Historyczny 1895, s. 247
- Korespondencja z P. Manucjuszem, wyd. w: Epistolarum P. Manutii libri XII, t. 9, Wenecja 1580
- Do J. A. Caligariego, 23 października 1581, 24 lutego i 2 października 1582; wyd. L. Boratyński w: "I. A. Caligarii... epistola et acta", Monumenta Poloniae Vaticana, t. 4 (1915)
- Korespondencja z J. Camerariusem, wyd. T. Wotschke "Der Briefwechsel der Schweizer mit den Polen", Archiv f. Reformationsgeschichte, Ergäanzungsband 3 (1908)
- Od K. Sygonisuza, Bolonia, 5 grudnia 1565; wyd. J. P. Krebs Carl Sigonius..., t. 2, Frankfurt 1840, s. 28
- Wyrok sądu magdeburskiego dot. sprawy między Trzecieskimi a Górskimi, 8 października 1540; wyd. T. Wierzbowski Materiały do dziejów piśmiennictwa polskiego, t. 1, Warszawa 1900, s. 79-80
- Materiały do dziejów działalności uniwersyteckiej – zob. "Conclusiones Universitatis Cracoviensis ab anno 1441 ad annum 1589", wyd. H. Barycz, Kraków 1933, Archiwum do Dziejów Oświaty i Szkolnictwa w Polsce nr 2